# TSR Góra Miłek
TSR Góra Miłek – telewizyjna stacja retransmisyjna z wieżą o wysokości 21 m, zlokalizowana na górze Miłek, koło Wojcieszowa. Właścicielem obiektu jest EmiTel sp. z o.o.
23 lipca 2013 roku została zakończona emisja programów telewizji analogowej. Tego samego dnia rozpoczęto nadawanie sygnału trzeciego multipleksu w ramach naziemnej telewizji cyfrowej.

## Parametry
- Wysokość posadowienia podpory anteny: 564 m n.p.m.[3]
- Wysokość zawieszenia systemów antenowych: TV: 22 m n.p.t.[3]

## Transmitowane programy

### Programy telewizyjne – cyfrowe
| Nazwa multipleksu | Częstotliwość | Kanał | Moc nadajnika | Polaryzacja | Kompresja  |
| ----------------- | ------------- | ----- | ------------- | ----------- | ---------- |
| MUX 3             | 498 MHz       | 24    | 0,023 kW      | pozioma     | MPEG-4 AVC |

## Nienadawane analogowe programy telewizyjne
| LP | Program              | Właściciel                                 | Częstotliwość | Kanał | Moc nadajnika | Polaryzacja | Data wyłączenia nadajnika |
| -- | -------------------- | ------------------------------------------ | ------------- | ----- | ------------- | ----------- | ------------------------- |
| 1  | TVP1                 | Telewizja Polska S.A.                      | 527,25 MHz    | 28    | 0,1 kW        | pozioma     | 23 lipca 2013             |
| 2  | TVP2                 | Telewizja Polska S.A.                      | 183,25 MHz    | 7     | 0,01 kW       | pionowa     | 23 lipca 2013             |
| 3  | TVP Info/TVP Wrocław | Telewizja Polska S.A. oddział we Wrocławiu | 623,25 MHz    | 40    | 0,1 kW        | pozioma     | 23 lipca 2013             |